# Sultanpur (Uttarakhand)
Sultanpur (o Adampur) è una suddivisione dell'India, classificata come nagar panchayat, di 7.713 abitanti, situata nel distretto di Udham Singh Nagar, nello stato federato dell'Uttarakhand. In base al numero di abitanti la città rientra nella classe V (da 5.000 a 9.999 persone).

## Geografia fisica
La città è situata a 29° 45' 0 N e 78° 7' 0 E e ha un'altitudine di 227 m s.l.m..

## Società

### Evoluzione demografica
Al censimento del 2001 la popolazione di Sultanpur assommava a 7.713 persone, delle quali 4.109 maschi e 3.604 femmine. I bambini di età inferiore o uguale ai sei anni assommavano a 1.503, dei quali 823 maschi e 680 femmine. Infine, coloro che erano in grado di saper almeno leggere e scrivere erano 3.989, dei quali 2.592 maschi e 1.397 femmine.